# Prince Yahshua
Prince Yahshua (Chicago, Illinois; 21 de marzo de 1970) es un actor, director y productor pornográfico estadounidense.

## Biografía
Prince Yahshua nació el 21 de marzo de 1970 en Chicago, Illinois. Hizo su debut en la industria en 2004, alrededor de los 34 años. El 23 de agosto de 2010, Yahshua sufrió una fractura de pene durante un rodaje con Bethany Benz para West Coast Productions. Lo llevaron de urgencia al Centro Médico del Hospital Encino y recibió una operación de emergencia, que duró tres horas y media. Comenzó fisioterapia el 10 de septiembre. Inicialmente se diagnosticó como una lesión que puso fin a su carrera, pero los médicos luego informaron a Yahshua que podría reanudar su trabajo después de sesenta días. Recibió apoyo financiero de West Coast Productions durante ese tiempo.

## Premios
| Premios AVN (6) | Premios AVN (6) | Premios AVN (6)                   | Premios AVN (6)             | Premios AVN (6) |
| Resultado       | Año             | Categoría                         | Trabajo                     | Notas           |
| --------------- | --------------- | --------------------------------- | --------------------------- | --------------- |
| Ganador         | 2011            | Best Three-Way Sex Scene - G/B/B  | Asa Akira Is Insatiable     |                 |
| Ganador         | 2014            | Best Double Penetration Sex Scene | Skin                        |                 |
| Ganador         | 2017            | Best Group Sex Scene              | Orgy Masters 8              |                 |
| Ganador         | 2019            | Best Double Penetration Sex Scene | Abigail                     |                 |
| Ganador         | 2020            | Best Gangbang Scene               | Angela White: Dark Side     |                 |
| Ganador         | 2021            | Best Three-Way Sex Scene - B/B/G  | The Insatiable Emily Willis |                 |

| Premios XBIZ (3) | Premios XBIZ (3) | Premios XBIZ (3)                 | Premios XBIZ (3)                          | Premios XBIZ (3) |
| Resultado        | Año              | Categoría                        | Trabajo                                   | Notas            |
| ---------------- | ---------------- | -------------------------------- | ----------------------------------------- | ---------------- |
| Ganador          | 2012             | Performer Comeback Of The Year   |                                           |                  |
| Ganador          | 2019             | Best Sex Scene - All-Sex Release | Joanna Angel Gangbang: As Above, So Below |                  |
| Ganador          | 2020             | Best Sex Scene - Vignette        | Disciples Of Desire: Bad Cop - Bad City   |                  |

| Premios XRCO (1) | Premios XRCO (1) | Premios XRCO (1) | Premios XRCO (1) | Premios XRCO (1) |
| Resultado        | Año              | Categoría        | Trabajo          | Notas            |
| ---------------- | ---------------- | ---------------- | ---------------- | ---------------- |
| Ganador          | 2012             | Best Cumback     |                  |                  |